# François Blanc
François Blanc (Courthézon, 12 dicembre 1806 – Leukerbad, 27 luglio 1877) è stato un imprenditore, scrittore, mecenate e immobiliarista francese.
Soprannominato "il mago di Homburg" ed "il mago di Monte Carlo", divenne il fondatore di diversi casinò nel mondo, tra cui il più famoso fu certamente quello di Monte Carlo, nel Principato di Monaco. 
Sua figlia, Marie-Félix, sposò il principe Rolando Napoleone Bonaparte ed ebbe eredi.

## Biografia

### I primi anni
François nacque il 12 dicembre 1806 assieme a suo fratello gemello Louis, figlio di Claude Agricol Blanc e di Marie Janin. Crebbe nel piccolo villaggio francese di Courthézon, in Provenza, dove si dice che, ancora piccolo, sia rimasto impressionato da un circo portatosi in quel luogo per il proprio spettacolo. Per qualche tempo col fratello decise di aggregarsi a quel circo come assistente di un illusionista, apprendendo tutti i trucchi del mestiere sino a quando i due non si ritennero sufficientemente formati da poter lavorare in proprio con quanto avevano guadagnato nell'amministrazione, aprendo così un'attività di costruzione a Marsiglia che ben presto sfociò in una serie di speculazioni che portarono ad un loro temporaneo arresto. I due, rilasciati poco dopo in quanto non esisteva ancora una legge specifica in Francia, si spostarono a Parigi e poi in Lussemburgo. 

### Il casinò di Homburg

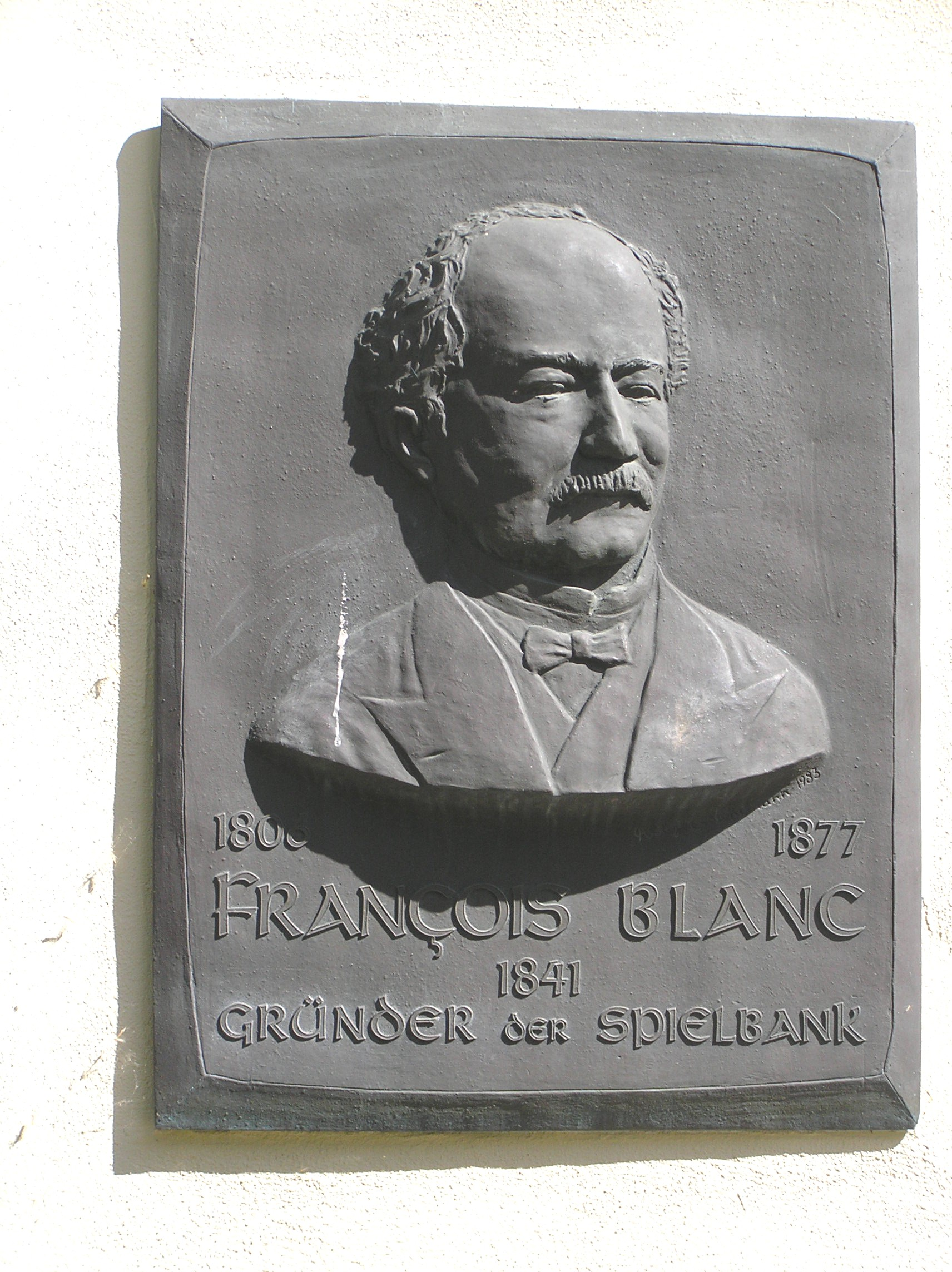
Placca commemorativa di François Blanc presso il casinò di Homburg

François si portò dunque nel Langraviato d'Assia-Homburg, presso Francoforte sul Meno, in Germania, dove si pose al servizio del principe locale che era vessato dai debiti del proprio stato ed era intenzionato a rivitalizzare l'industria del turismo locale. Fu qui che François propose per primo l'istituzione di un casinò nel 1849, un modo per poter far guadagnare facilmente lo stato partendo dalla forza del gioco e della scommessa come già accadeva da secoli nelle principali corti europee dove il gioco d'azzardo rovinava intere famiglie o rimpinguava fortune di casate decadute.
Con le proprie innovazioni, il casinò di Bad Homburg poté competere facilmente con quelli più famosi e rinomati di Parigi, investendo in particolare sull'uso delle roulettes dove il gioco si basava unicamente sulla fortuna. Secondo una leggenda François Blanc vendette l'anima al diavolo per ottenere i segreti della roulette dal momento che i numeri della ruota (da 0 a 36) sommati insieme formavano 666, il numero della bestia.
Questa prima avventura si rivelò un grande successo, Homburg divenne molto popolare ed in breve tempo nell'area iniziarono a sorgere diverse case da gioco, hotels, teatri e luoghi di svago e divertimento che attiravano le persone più ricche e famose dal resto dell'europa. Fu in questo frangente che Blanc si guadagnò il soprannome di "mago di Homburg" per la "magia" che era riuscito a realizzare nel langraviato, ribaltandone le sorti economiche.

### Il casinò di Monte Carlo
Homburg ad ogni modo riusciva ad attrarre personalità nei suoi spazi ricreativi solo durante i mesi estivi e per questo Blanc decise che era ora di sperimentare questa novità in luoghi che potessero funzionare per tutto l'anno. Per fare ciò era necessario spostarsi verso sud dove il clima più mite avrebbe certamente favorito tali attività e la coincidenza volle che l'occasione si presentasse proprio nel 1862 con la complicità del principe Carlo III di Monaco, il quale era desideroso di rivitalizzare le sorti delle proprie finanze dopo gli anni di speperi di suo padre Florestano.
Nel giro di tre anni, Blac riuscì a costruire nel principato un grandioso casinò ancora oggi esistente, che diede vita inoltre alla città di Monte Carlo. In breve tempo la città ed il suo casinò divennero il centro più importante del gioco in Europa, attirando visitatori da ogni parte del mondo. Grazie ad un contratto siglato direttamente col principe di Monaco, Blanc riuscì a investire la somma di 1.700.000 franchi francesi per la costruzione dell'opera, garantendosi comunque la somma annua di 50.000 franchi, il 10% netto dei ricavi del casinò e la gestione dello stesso per sé e per i propri eredi per la durata di 50 anni. 
Soffrendo da problemi respiratori, François Blanc morì il 27 luglio 1877 a Leukerbad, in Svizzera, dove si era portato per dei trattamenti. Lasciò una fortuna personale di 72.000.000 di franchi accumulati in poco più di 15 anni, lasciando la gestione dei propri affari alla moglie Marie Blanc che venne non a caso soprannominata "Madame Monte Carlo". Alla morte di questa nel 1881 la fortuna passò al figlio primogenito Camille sino al 1923. Blanc venne sepolto nel cimitero parigino di Père-Lachaise.

## Matrimonio e figli
Dalla prima moglie Magdeleine-Victoire Huguelin ebbe:
- Camille Blanc (1847-1927), uomo d'affari, immobiliarista, sposato senza discendenza.
- Charles Blanc (1848-1872), senza discendenti.

Con Marie Hensel ebbe:
- Louise Blanc (1854-1911) che sposò il principe Constantin Radziwill (1850-1920), da cui ebbe Léon Radziwill (1880-1927) e Lise Radziwiłł (1877-1942), sposa poi di Armand de La Rochefoucauld, duca di Doudeauville (1870-1963)
- Edmond Blanc (1856-1920), costruttore e proprietario tra gli altri dell'Ippodromo di Saint-Cloud che rivoluzionerà il mondo dello sport equestre e diventerà sindaco di La Celle Saint-Cloud. I suoi discendenti modificheranno il cognome della famiglia in "Edmond-Blanc" in suo onore.
- Marie-Félix Blanc (1859-1882), che sposò il principe Rolando Napoleone Bonaparte, morta in circostanze misteriose mentre metteva al mondo Marie Bonaparte, che sarà principessa di Grecia e diventerà amica di Sigmund Freud e psicanalista ella stessa.

## Opere
- Projet financier pour venir au secours de l'État dans la situation présente. Aux citoyens membres de l'Assemblée nationale (Plon frères, Paris 1848)
- Des valeurs étrangères en France (E. Dentu, Paris 1860)
- Des valeurs étrangères et de leur négociation en France (E. Dentu, Paris 1861)
- De l'influence de l'amortissement sur le crédit public (E. Dentu, Paris 1861)
- Des ressources de l'épargne en France et de leur emploi depuis 1852 (E. Dentu, Paris 1831)
- Les capitaux de garantie (E. Dentu 1864)